# Halestorm
A Halestorm egy amerikai hard rock együttes a Pennsylvania-állami Red Lionból. A zenekart az énekes/gitáros Elizabeth "Lzzy" Hale és bátyja, Arejay Hale dobos alapította 1997-ben, még tinédzserként. A Halestorm bemutatkozó albumát 2009-ben adta ki az Atlantic Records. The Strange Case Of...  című második nagylemezük 2012-ben jelent meg. Az albumról kislemezen is kiadott Love Bites (So Do I) dal Grammy-díjat nyert a Best Hard Rock/Metal Performance kategóriában 2013-ban. Legutóbbi albumuk a 2022-es Back from the Dead.
A Halestorm folyamatosan turnézik, gyakran 250 koncertet is adnak egy évben. 2006 óta olyan hard rock és heavy metal együttesekkel turnéztak közösen, mint például az Alter Bridge, a Seether, a Staind, a Papa Roach, a Three Days Grace, a Theory of a Deadman, a Buckcherry, a Disturbed, a Shinedown, az Avenged Sevenfold, a Stone Sour, a Hellyeah, a Heaven & Hell, az Evanescence, a The Pretty Reckless, a Starset, a Sevendust, Lita Ford és a Bullet For My Valentine. 

## Tagok
Jelenlegi felállás
- Lzzy Hale – ének, ritmusgitár, billentyűs hangszerek (1997–napjainkig)
- Joe Hottinger – szólógitár (2003–napjainkig)
- Josh Smith – basszusgitár, billentyűs hangszerek (2004–napjainkig)
- Arejay Hale – dobok, ütősök (1997–napjainkig)

Korábbi tagok
- Leo Nessinger – szólógitár (2000–2003)
- Nate Myotte – szólógitár (2001–2003)
- Matt Grisco – szólógitár (2003)
- Roger Hale – basszusgitár (1998–2004)
- Scootch Frenchek – basszusgitár (2002)
- Phil Connolly – basszusgitár (2003)
- Dave Hartley – basszusgitár (2003–2004)[10]

## Diszkográfia

### Stúdióalbumok
- Halestorm (2009)
- The Strange Case Of... (2012)
- Into the Wild Life (2015)
- Vicious (2018)
- Back from the Dead (2022)

### Középlemezek
- Forecast for the Future (1997)
- (Don't Mess with the) Time Man (1999)
- Breaking the Silence (2001)
- One and Done (koncert-EP, 2006)
- Reanimate: The Covers EP (feldolgozások, 2011)
- Hello, It's Mz. Hyde (2012)
- In the Live Room (2012)
- Reanimate 2.0: The Covers EP (feldolgozások, 2013)
- Into the Wild Live: Chicago (2015)
- Reanimate 3.0: The Covers EP (feldolgozások, 2017)
- Vicious (Stripped) (2020)
- Reimagined (2020)

## Fordítás
- Ez a szócikk részben vagy egészben  a   Halestorm című angol Wikipédia-szócikk fordításán alapul.  Az eredeti cikk szerkesztőit annak laptörténete sorolja fel. Ez a jelzés csupán a megfogalmazás eredetét és a szerzői jogokat jelzi, nem szolgál a cikkben szereplő információk forrásmegjelöléseként.